# 남초호
남초호(티베트어: གནམ་མཚོ་ [namtsʰo], 몽골어: Tenger nuur, 중국어 간체자: 纳木错, 병음: Nàmù Cuò)는 중국 티베트 자치구 라싸의 당슝현과 나취 지구의 반거현 사이에 있는 호수이다. ‘남초’는 ‘하늘의 호수’라는 뜻으로, 남쵸 또는 나무초 소금호라고도 한다. 해발 4,718m에 위치하여 세계에서 4번째로 높은 곳에 있는 염호이다. 1,920 km2 표면적을 가지고 있으며, 티베트 자치구 내에서는 가장 큰 호수이지만, 티베트고원에서 가장 큰 호수는 칭하이호로 남초호의 2배 크기를 가진다.

## 지리
염호 중 해발이 세계에서 가장 높은 곳에 위치하는 염호이다. 북위 30도 30분~30도 35분 동경 90도 16분~91도 03분 사이에 위치한다. 해발은 4718m이며, 동서로 70 km 이상, 남북으로 30 km 뻗쳐있다. 면적은 1920 km2이며, 최대 수심은 33m이다.
호수는 넨칭탕구라산맥(念青唐古拉山)에서 눈 녹은 물로 형성된 것이다. 기후는 갑자기 변하고, 넨칭탕구라산맥의 반대편에서는 눈보라가 매우 잦다.
라사에서 G109 국도 북쪽으로 향해 왼손에 넨칭탕구라 산의 설산을 보고 나서 당슝현에 새로 생긴 일반 도로(국도, 지방 도로, 자치구 도로가 아닌)에 들어가 호수 동호반에 있는 남초 마을에 이른다. 라사에서 약 100 km.

## 호수
티베트 자치구의 당슝현과 반거현에 걸쳐 있으며, 라사의 북쪽 100km에 위치하고 있다. 남초는 암드록쵸 호수(羊卓雍措, Yamdrok Lake)와 마나사로바 호수(瑪旁雍錯, Manasarovar Lake)와 함께 티베트 《성스러운 3대 호수》라고 불리며, 티베트어로 ‘하늘 호수’라는 뜻이다. 몽골어로 슈팅 리놀레산도 동의어이다. 년말의 축제 기간이 되면 많은 순례객들이 방문한다. 호수 남서 쪽에는 타시도르 사원이 있다.
넨칭탕구라산맥에서 가장 아름다운 곳으로 알려져 있는 그곳 암굴의 바위는 수세기 동안 순례자들이 모여들었다. 2005년에 도로 포장이 완료되었고 라사에서 접근하는 관광 인프라 개발이 쉬워졌다.

## 갤러리

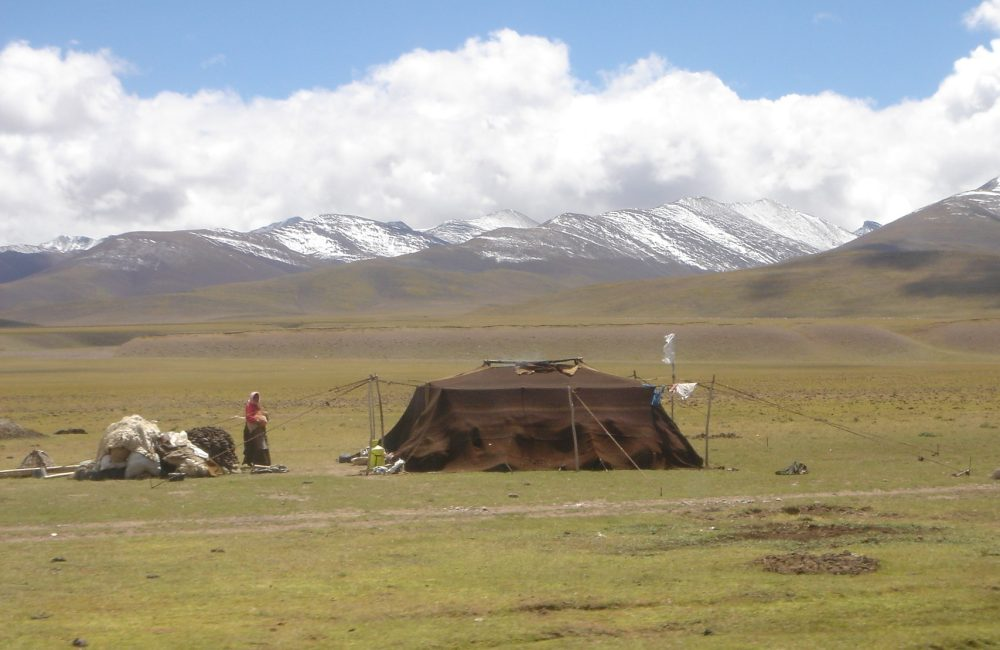
남쵸 주변에 천막을 친 유목민들 (2005)

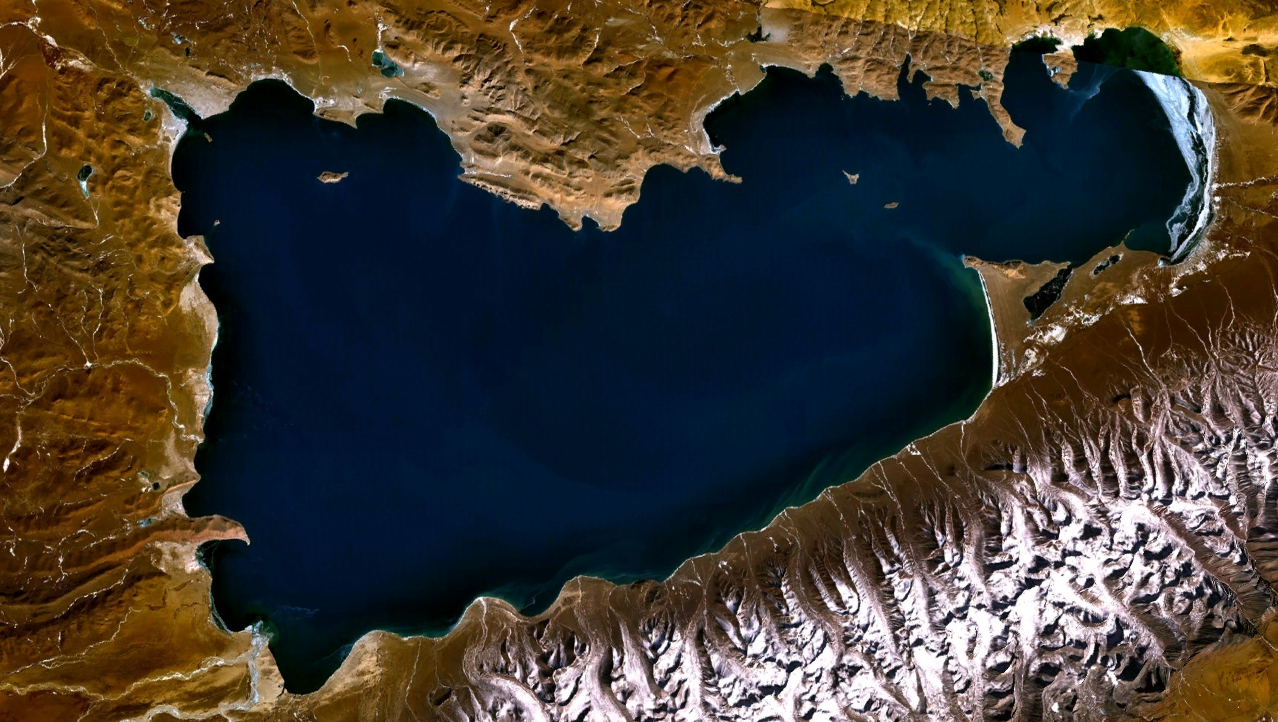
우주에서 본 남쵸의 위성사진 (NASA 제공)

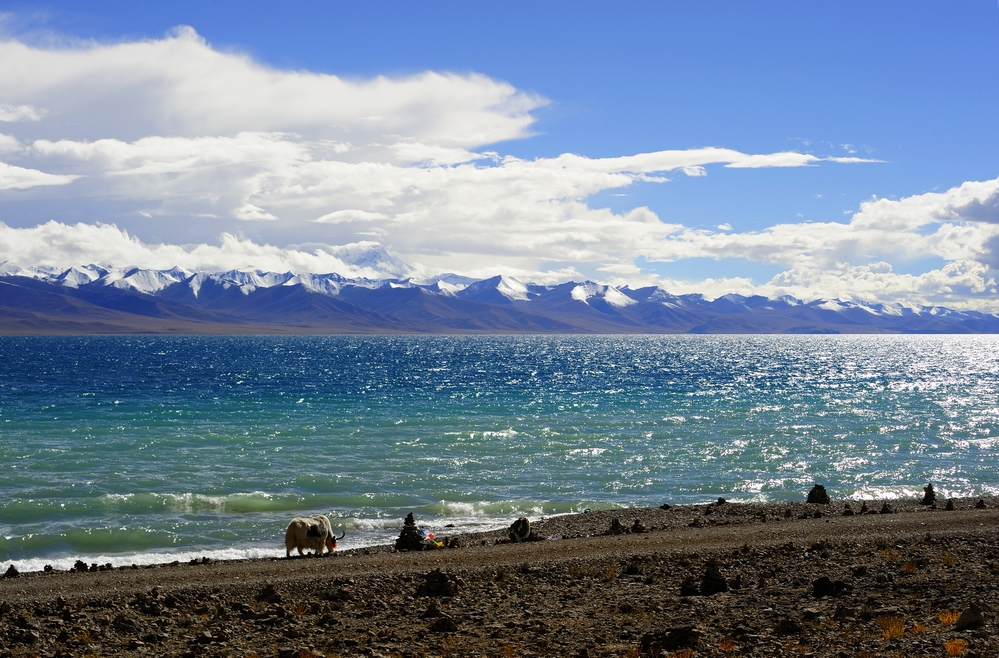
남쵸

## 같이 보기
- 카나스호